# Українська демонологія
Українська демонологія — сукупність окультних уявлень українців, котрі спираються на віру в злих духів.
Демонології української символіка — символіка, пов’язана з образами чортів, відьом, домовиків, русалок, мавок, песиголовців, упирів та інших.